# Bruce Fanjoy
Pour les articles homonymes, voir Fanjoy.
Bruce Fanjoy est un homme politique canadien. Il représente la circonscription de Carleton à la Chambre des communes du Canada depuis 2025 sous la bannière du Parti libéral du Canada.

## Biographie
Bruce Fanjoy obtient en 1986 un diplôme en commerce à l'Université Dalhousie, puis une maîtrise en commerce et marketing à l'Université Saint Mary's en 1994.
Bruce Fanjoy s'engage en politique pour la première fois en devenant candidat du Parti libéral du Canada aux élections fédérales de 2025 dans la circonscription de Carleton. Il affronte alors Pierre Poilievre, député fédéral depuis 2004 et chef du Parti conservateur du Canada depuis 2022. Fanjoy remporte le scrutin du 28 avril.